# حرام
الحرام أو المحرم أو المحظور في الفقه الإسلامي هو العمل الذي يُعَاقَبُ فَاعِلُهُ، وَيُثَابُ تَارِكُهُ ــ امتثالًا ــ وهو أحد الأحكام الخمسة على الأشياء والأفعال في الإسلام وهي الفرضية والاستحباب والإباحة (أو الحِلّ) والكراهة والتحريم (أو الحظر)، وهذه الأحكام في أصول الفقه تدخل ضمن خطاب التكليف.
والتَّحْرِيمُ حُكْمٌ مِنَ الأَحْكَامِ التَّكْلِيفِيَةِ الخَمْسَةِ وَهِيَ كُلُّ مَا نَهَى عَنْهُ اللهُ تعالى وَرَسُولُهُ صَلَّى اللهُ عَلَيْهِ وَسَلَّمَ نَهْيَاً جَازِمَاً عَلَى وَجْهِ الإِلْزَامِ بِالتَّرْكِ، وَالـحَرامُ يُثَابُ تَارِكُهُ إِنْ تَرَكَهُ عَلى وَجْهِ الامْتِثَالِ، وَيَسْتَحِقُّ فَاعِلُهُ العِقَابَ، وَيُسَمَّى فَاعِلُهُ فَاسِقًا.
والأحكام التكليفية الخمسة في الفقه الإسلامي، هي: الواجب، والمندوب، والمباح، والمكروه، والحرام. ولكل حكم منها تعريفه الخاص وضوابطه).

## تعريف الحرام

### الحرام لغة
التَّحْرِيمُ: ‌خِلَافُ ‌التَّحْليل.
والحَرَامُ: ‌نقيض ‌الْحَلَال. وَجمعه حُرُمٌ. وَقد حَرُمَ عَلَيْهِ الشَّيْء حُرْماً وحَراماً، وحَرَّمَه الله عَلَيْهِ. وحَرُمَت الصَّلَاة على الْمَرْأَة حُرُماً وحُرْماً، وحَرِمَتْ عَلَيْهَا حَرَماً وحَرَاماً. وحَرُمَ عَلَيْهِ السّحُور حُرماً وحَرِمَ لُغَة.
والمَحارِمُ: مَا حَرَّمَ الله.
وأحْرَمَ الشَّيْء: جعله حَراماً.
ويقال: حِرْمٌ وحَرَامٌ كما يُقالُ حِلٌّ وحَلالٌ.
والحُرْمَةُ: ما لا يَحِلُّ لك انْتِهاكُه.
والمَحَارِمُ: ما لا يَحِلُّ اسْتِحْلالُه.
‌والمُحْرِمُ يُهِلُّ بالإِحرام: إِذا أوْجَبَ الحُرْمَ على نَفْسِه.
ومنه حديث الصلاة: (تحريمها التكبير)، فكأن المصلي بالتكبير والدخول في الصلاة صار ممنوعاً من الكلام والأفعال الخارجة عن كلام الصلاة وأفعالها، فقيل للتكبير: تحريم لمنعه المصلي من ذلك.

### الحرام في اصطلاح الأصوليين
الحرام: هو ‌خِطابُ ‌الله ‌المقتضي ‌الكَفَّ ‌عن ‌الفِعْل ‌اقتضاءً ‌جازماً، بأن لم يُجوِّز فِعْلَه.
والحرام: مَا يُذَمُّ فَاعِلُهُ شَرْعًا مِنْ حَيْثُ هُوَ فِعْلٌ، وَمِنْ أَسْمَائِهِ الْقَبِيحُ، وَالْمَنْهِيُّ عَنْهُ، وَالْمَحْظُورُ.
وَالْحرَام: مَا اقْتضى الشَّرْع تَركه ‌اقْتِضَاء ‌جَازِمًا.
هذا في اصطلاح المتكلمين من أهل الأصول، أما أصوليو الحنفية فيعرفونه: بأنه ما طلب الشارع تركه طلبًا جازمًا بدليل قطعي الثبوت قطعي الدلالة، مثل قتل النفس والزنا.
وأورد البركتي في تعريفاته الفقهية تعريف التحريم فقال: هو ‌جعل ‌الشيء ‌محرَّماً. وإنَّما خُصّت التكبيرة الأولى في الصلاة بالتحريمة، لأنها تحرم الأمور المباحة قبل الشروع في الصلاة دون سائر التكبيرات.
وللتحريم إطلاق آخر حين يصدر من غير الشارع، كتحريم الزوج زوجته على نفسه، أو تحريم بعض المباحات بيمين أو بغيرها، ومعناه هنا: المنع.

## صيغ التحريم
وهي الصيغ المستعملة للدلالة عليه في نصوص الشرع، ومنها:
1- لفظ (التحريم) الصريح، كقوله تعالى:﴿وَأَحَلَّ ٱللَّهُ ٱلۡبَيۡعَ وَحَرَّمَ ٱلرِّبَوٰاْ﴾، وقوله صلى الله عليه وسلم: (كل المسلم على المسلم حرام دمه، وماله، وعرضه).
2- نفي الحِل، كقوله تعالى: ﴿فَإِن طَلَّقَهَا فَلَا تَحِلُّ لَهُۥ مِنۢ بَعۡدُ حَتَّىٰ تَنكِحَ زَوۡجًا غَيۡرَهُ﴾، وقوله صلى الله عليه وسلم: (لا يحل لمسلم أن يهجر أخاه فوق ثلاث ليال).
3- صيغة النهي، وهي أنوع تعود جملتها إلى:
- لفظ (النهي) الصريح، كقوله تعالى: ﴿وَيَنۡهَىٰ عَنِ ٱلۡفَحۡشَآءِ وَٱلۡمُنكَرِ وَٱلۡبَغۡيِ﴾، وقوله صلى الله عليه وسلم لعلي رضي الله عنه وقد وهبه خادماً: (لا تضربه، فإني نهيت عن ضرب أهل الصلاة، وإني رأيته يصلي منذ أقبلنا).[20] ويلحق بهذا قول الصحابي: (نهى رسول الله صلى الله عليه وسلم عن كذا).
- صيغة (زجر)، كحديث أبي الزبير قال: سألت جابراً (يعني ابن عبد الله) عن ثمن الكلب والسنور؟ قال: زجر النبي صلى الله عليه وسلم عن ذلك.[21]
- صيغة الأمر بالانتهاء، كقوله تعالى للنصارى: ﴿وَلَا تَقُولُواْ ثَلَٰثَةٌۚ ٱنتَهُواْ خَيۡرٗا لَّكُمۡ﴾، وقوله صلى الله عليه وسلم: (يأتي الشيطان أحدكم فيقول: من خلق كذا، من خلق كذا؟ حتى يقول: من خلق ربك؟ فإذا بلغه، فليستعذ بالله ولينته).[22]
- صيغة الفعل المضارع المقترن بـ (لا) الناهية، كقوله تعالى: ﴿وَلَا تَقۡرَبُواْ ٱلزِّنَىٰ﴾، وقوله صلى الله عليه وسلم: (لا يبع بعضكم على بيع بعض).[23]
- صيغة (لا ينبغي)، كقوله صلى الله عليه وسلم في الحرير: (لا ينبغي هذا للمتقين).[24]
- صيغة الأمر بالترك بغير صيغة النهي الصريحة، كقوله تعالى:﴿إِنَّمَا ٱلۡخَمۡرُ وَٱلۡمَيۡسِرُ وَٱلۡأَنصَابُ وَٱلۡأَزۡلَٰمُ رِجۡسٞ مِّنۡ عَمَلِ ٱلشَّيۡطَٰنِ فَٱجۡتَنِبُوهُ﴾، وقوله تعالى: ﴿وَيَسۡـَٔلُونَكَ عَنِ ٱلۡمَحِيضِ قُلۡ هُوَ أَذٗى فَٱعۡتَزِلُواْ ٱلنِّسَآءَ فِي ٱلۡمَحِيضِ﴾، وقوله صلى الله عليه وسلم: (اجتنبوا السبع الموبقات) قالوا: يا رسول الله، وما هن؟ قال: (الشرك بالله، والسحر، والتولي يوم الزحف، وقذف المحصنات المؤمنات الغافلات).[25]

4- ما رتب على فعله عقوبة أو وعيد دنيوي أو أخروي فهو دليل على تحريمه، فمن صوره:
- عقوبة الحدود، كقوله تعالى: ﴿وَٱلسَّارِقُ وَٱلسَّارِقَةُ فَٱقۡطَعُوٓاْ أَيۡدِيَهُمَا﴾، وقوله: ﴿ٱلزَّانِيَةُ وَٱلزَّانِي فَٱجۡلِدُواْ كُلَّ وَٰحِدٖ مِّنۡهُمَا مِاْئَةَ جَلۡدَةٖ﴾.
- التهديد بالعقاب، كقوله تعالى: ﴿يَٰٓأَيُّهَا ٱلَّذِينَ ءَامَنُواْ ٱتَّقُواْ ٱللَّهَ وَذَرُواْ مَا بَقِيَ مِنَ ٱلرِّبَوٰٓاْ إِن كُنتُم مُّؤۡمِنِينَ، فَإِن لَّمۡ تَفۡعَلُواْ فَأۡذَنُواْ بِحَرۡبٖ مِّنَ ٱللَّهِ وَرَسُولِهِ﴾، وقوله صلى الله عليه وسلم: (لينتهين أقوام عن ودعهم الجمعات أو ليختمن الله على قلوبهم ثم ليكونن من الغافلين)[26]، وقوله صلى الله عليه وسلم: (لكل غادر لواء يعرف به يوم القيامة)[27]، فهذه فضيحة يوم العرض.
- ترتيب اللعنة على الفعل، وهي نوع من العقوبة، وفيه نصوص كثيرة في الكتاب والسنة.

5- وصف الفعل بأنه من الذنوب، ومنه وصفه بأنه كبيرة، كقوله صلى الله عليه وسلم: (ما من ذنب أجدر أن يعجل الله تعالى لصاحبه العقوبة في الدنيا مع ما يدخر له في الآخرة مثل البغي، وقطيعة الرحم)، وعن أنس رضي الله عنه قال: سئل النبي صلى الله عليه وسلم عن الكبائر؟ قال: (الإشراك بالله، وعقوق الوالدين، وقتل النفس، وشهادة الزور).
6- وصف الفعل بالعدوان، أو الظلم، أو الإساءة، أو الفسق، أو نحو ذلك، كحديث عبد الله بن عمرو رضي الله عنهما قال: جاء أعرابي إلى النبي صلى الله عليه وسلم يسأله عن الوضوء، فأراه الوضوء ثلاثاً ثلاثاً، ثم قال: (هكذا الوضوء، فمن زاد على هذا فقد أساء وتعدى وظلم)، وقوله تعالى: ﴿وَإِن تَفۡعَلُواْ فَإِنَّهُۥ فُسُوقُۢ بِكُمۡ﴾.
7- تشبيه الفاعل بالبهائم، أو الشياطين، أو الكفرة، أو الخاسرين أو نحوهم، كقوله صلى الله عليه وسلم: (ليس لنا مثل السوء، الذي يعود في هبته كالكلب يرجع في قيئه)، وقوله تعالى: ﴿إِنَّ ٱلۡمُبَذِّرِينَ كَانُوٓاْ إِخۡوانَ ٱلشَّيَٰطِينِ﴾، وقوله تعالى: ﴿وَمَن يَتَوَلَّهُم مِّنكُمۡ فَإِنَّهُۥ مِنۡهُمۡ﴾ ، وقوله صلى الله عليه وسلم: (إنما يلبس الحرير في الدنيا من لا خلاق له في الآخرة).
8- تسمية الفعل باسم شيء آخر محرم معلوم الحرمة، كوصف الفعل بأنه زنا أو سرقة أو شرك، أو غير ذلك، ومن ذلك قوله صلى الله عليه وسلم: (إن الله كتب على ابن آدم حظه من الزنا، أدرك ذلك لا محالة، فزنا العين النظر، وزنا اللسان المنطق)، وقوله صلى الله عليه وسلم: (أسوأ الناس سرقة الذي يسرق صلاته) قالوا: يا رسول الله، وكيف يسرق صلاته؟ قال: (لا يتم ركوعها ولا سجودها))، وقوله صلى الله عليه وسلم: (من حلف بغير الله فقد أشرك).

## أقسام الحرام
1- حَرَامٌ لِذَاتِه: هو ما كان مفسدتُه في ذاتِه لا تنفكُّ عنه، بمعنى أنه لا يمكن أن يكون حلالًا.
أمثلة على ذلك:
أ‌. السرقة: السرقة محرَّمة، وفاعلُها آثم، ولا تكون سببًا شرعيًّا للمُلك.
ب‌. الزنا: الزنا محرَّم، وفاعله آثم، ولا يصلح سببًا شرعيًّا لثبوت النسب.
ت‌. الخمر: شراء الخمر وبيعه محرَّم، وبائعُها ومشتريها آثمان، ولا تكون سببًا شرعيًّا لملك البائع للثمن، والبيع فاسد.
ث‌. عقد النكاح على أحد المحارم: عقد محرَّم، وفاعلُه آثم، ولا يصلح سببًا لحلِّ المرأة، ولا يترتب عليه شيءٌ مما يترتب على عقد النكاح الصحيح من ثبوت النسب، والتوارث، والحقوق بين الطرفين، بل يُعتبرُ زنا.
وحكمه: لا يحل للمكلَّف فعله، وإذا فعلَهُ أثِم، ولم تترتب عليه آثارُه.
2- وَحَرَامٌ لِكَسْبِه: هو ما تكون مفسدته ناشئةً من وصف قام بالفعل لا من ذاته، فأصل الفعل مشروع، ولكن سببَ التحريم هو ما لَحِق الفعل من المفسدة.
أمثلة على ذلك:
- الصلاة في المقبرة غير صلاة الجنازة، فالصلاة في أصلها مشروعة، ولكن الذي جعلها محرمةً ما طرأ عليها، وهو المقبرة.
- الصلاة في الأرض المغصوبة، فالصلاة في أصلها مشروعة، ولكن الذي جعلها محرمةً ما طرأ عليها، وهو الغصْب.
- الصلاة في أوقات النهي، فالصلاة في أصلها مشروعة، ولكن الذي جعلها محرَّمةً ما طرأ عليها، وهو كون الصلاة في وقت النهي.
- البيع في المسجد، فالبيع في أصله مشروعٌ، ولكن الذي حرَّمه ما طرأ عليه، وهو كون البيع في المسجد.

## ورود كلمة الحرام في القرآن الكريم مع التفسير
1- ﴿قُلۡ أَرَءَيۡتُم مَّآ أَنزَلَ ٱللَّهُ لَكُم مِّن رِّزۡقٖ فَجَعَلۡتُم مِّنۡهُ حَرَامٗا وَحَلَٰلٗا قُلۡ ءَآللَّهُ أَذِنَ لَكُمۡۖ أَمۡ عَلَى ٱللَّهِ تَفۡتَرُون﴾.
قل - أيها الرسول - لهؤلاء المشركين: أخبروني عما مَنَّ الله به عليكم من إنزال الرزق، فعملتم فيه بأهوائكم، فحرَّمتم بعضه، وأحللتم بعضه، قل لهم: هل الله أباح لكم في تحليل ما أحللتم، وتحريم ما حرَّمتم، أم أنكم تختلقون عليه الكذب؟!
2- ﴿وَلَا تَقُولُواْ لِمَا تَصِفُ أَلۡسِنَتُكُمُ ٱلۡكَذِبَ هَٰذَا حَلَٰلٞ وَهَٰذَا حَرَامٞ لِّتَفۡتَرُواْ عَلَى ٱللَّهِ ٱلۡكَذِبَۚ إِنَّ ٱلَّذِينَ يَفۡتَرُونَ عَلَى ٱللَّهِ ٱلۡكَذِبَ لَا يُفۡلِحُونَ﴾ .
ولا تقولوا - أيها المشركون - لما تصفه ألسنتكم من الكذب على الله: هذا الشيء حلال، وهذا الشيء حرام؛ بقصد أن تختلقوا على الله الكذب بتحريم ما لم يحرم، أو تحليل ما لم يحلل، إن الذين يختلقون على الله الكذب لا يفوزون بمطلوب، ولا ينجون من مرهوب.
3- ﴿يَٰٓأَيُّهَا ٱلنَّبِيُّ لِمَ تُحَرِّمُ مَآ أَحَلَّ ٱللَّهُ لَكَۖ تَبۡتَغِي مَرۡضَاتَ أَزۡوَٰجِكَۚ وَٱللَّهُ غَفُورٞ رَّحِيمٞ﴾.
يا أيها الرسول، لم تُحَرِّم ما أباح الله لك؛ من الاستمتاع بجاريتك مارية، تبتغي بذلك إرضاء زوجاتك لما غِرْن منها، والله غفور لك، رحيم بك؟!
4- ﴿قَٰتِلُواْ ٱلَّذِينَ لَا يُؤۡمِنُونَ بِٱللَّهِ وَلَا بِٱلۡيَوۡمِ ٱلۡأٓخِرِ وَلَا يُحَرِّمُونَ مَا حَرَّمَ ٱللَّهُ وَرَسُولُهُۥ وَلَا يَدِينُونَ دِينَ ٱلۡحَقِّ مِنَ ٱلَّذِينَ أُوتُواْ ٱلۡكِتَٰبَ حَتَّىٰ يُعۡطُواْ ٱلۡجِزۡيَةَ عَن يَدٖ وَهُمۡ صَٰغِرُونَ﴾.
قاتلوا - أيها المؤمنون - الكافرين الذين لا يؤمنون بالله إلهًا لا شريك له، ولا يؤمنون بيوم القيامة، ولا يجتنبون ما حرمه الله ورسوله عليهم من الميتة ولحم الخنزير والخمر والربا، ولا يخضعون لما شرعه الله، من اليهود والنصارى حتى يعطوا الجزية بأيديهم أذلاء مقهورين.
5- ﴿يَٰٓأَيُّهَا ٱلَّذِينَ ءَامَنُواْ لَا تُحَرِّمُواْ طَيِّبَٰتِ مَآ أَحَلَّ ٱللَّهُ لَكُمۡ وَلَا تَعۡتَدُوٓاْۚ إِنَّ ٱللَّهَ لَا يُحِبُّ ٱلۡمُعۡتَدِينَ﴾.
يا أيها الذين آمنوا، لا تُحَرِّمُوا المستلذات المباحة من المآكل والمشارب والمناكح، لا تُحَرِّمُوها تزهُّدًا أو تعبُّدًا، ولا تتجاوزوا حدود ما حرم الله عليكم، إن الله لا يحب المتجاوزين لحدوده، بل يبغضهم.

## التحريم في السنة النبوية
1- تحريم الجمع بين المرأة وعمتها وخالتها:
من الأحكام التي وردت في السنة النبوية ولم ترد في القرآن الكريم حرمة الجمع بين المرأة وعمتها والمرأة وخالتها، فقد حرم القرآن الكريم الجمع بين المرأة وأختها، بقول الله تعالى:﴿وَأَن ‌تَجۡمَعُواْ ‌بَيۡنَ ٱلۡأُخۡتَيۡنِ إِلَّا مَا قَدۡ سَلَفَ﴾.
لكن النبي -صلى الله عليه وسلم- زاد على ذلك بتحريم الجمع بين المرأة وعمتها وبين المرأة وخالتها فقال: (‌لا ‌تنكح ‌المرأة على عمتها، ولا على خالتها).
2- تحريم القرابات من الرضاعة:
ورد في القرآن الكريم المحرمات من الرضاعة فقال الله تعالى: ﴿وَأُمَّهَٰتُكُمُ ٱلَّٰتِيٓ ‌أَرۡضَعۡنَكُمۡ وَأَخَوَٰتُكُم مِّنَ ٱلرَّضَٰعَةِ﴾، بينما تكفلت السنة ببيان حرمة كل القرابات، فقال النبي -صلى الله عليه وسلم- في بنت حمزة: (لا تحل لي، ‌يحرم ‌من ‌الرضاع ‌ما يحرم من النسب، هي بنت أخي من الرضاعة).
3- تحريم كل ذي ناب من السباع:
لم يرد نص في القرآن الكريم بتحريم كل ذي ناب من السباع وهي الحيوانات المفترسة كالأسود النمور وغيرها لكن حرمت السنة ذلك في حديث عن أبي ثعلبة -رضي الله عنه-: (أن رسول الله -صلى الله عليه وسلم- نهى عن أكل ‌كل ‌ذي ‌ناب من السباع).
4- تحريم كل ذي مخلب من الطير:
لم يحرم القرآن الكريم أكل كل ذي مخلب من الطيور إلا أن السنة النبوية قامت بتحريم كل ذي مخلب من الطير، فعن ‌ ابن عباس قال: (نهى رسول الله -صلى الله عليه وسلم- عن كل ذي ناب من السباع، وعن كل ذي ‌مخلب ‌من ‌الطير).
5- تحريم الحمر الأهلية:
برغم أنه لم يرد نص بتحريم أكل الحمر الأهلية إلا أنه ورد في السنة النبوية تحريم الحمر الأهلية، فعن ابن أبي أوفى -رضي الله عنهما- قال: (أصابنا مجاعة ليالي خيبر، فلما كان يوم خيبر وقعنا في ‌الحمر ‌الأهلية فانتحرناها، فلما غلت القدور نادى منادي رسول الله -صلى الله عليه وسلم-: أكفئوا القدور، فلا تطعموا من لحوم الحمر شيئاً؛ قال عبد الله: فقلنا: إنما نهى النبي -صلى الله عليه وسلم- لأنها لم تخمس [لم توزع كما توزع الغنائم] قال: وقال آخرون: حرمها ألبتة، وسألت سعيد بن جبير فقال: حرمها ألبتة).
6- تحريم استعمال أواني الذهب والفضة على الرجال والنساء:
برغم أنه لم يرد في القرآن الكريم نص في هذا الشأن إلا أنه ورد التحريم في السنة النبوية لقوله صلى الله عليه وسلم: (لاَ تَشْرَبُوا في آنِيَةِ الذَّهَبِ وَالْفِضَّةِ، ولا تَلْبَسُوا الْحَرِيرَ وَالدِّيبَاجَ؛ فَإِنَّهَا لهم في الدُّنْيَا وَلَكُمْ في الآخِرَةِ). وقوله: (مَنْ شَرِبَ في إِنَاءٍ من ذَهَبٍ أو فِضَّةٍ؛ فَإِنَّمَا يُجَرْجِرُ في بَطْنِهِ نَارًا من جَهَنَّمَ).
7- تحريم لبس الحرير والذهب على الرجال:
لم يرد في القرآن الكريم نص بتحريم لبس الذهب والحرير للرجال إلا أن السنة بينت ذلك لقوله صلى الله عليه وسلم: (إِنَّ اللَّهَ عز وجلَّ أَحَلَّ لإِنَاثِ أُمَّتِي الْحَرِيرَ وَالذَّهَبَ، وَحَرَّمَهُ على ذُكُورِهَا).